# Vườn quốc gia Salar del Huasco
Vườn quốc gia Salar del Huasco là một vườn quốc gia nằm giữa ranh giới phía bắc của Chile với phía tây nam của nước láng giềng Bolivia. Nằm ở độ cao 4000 mét so với mực nước biển, nơi đây là một vùng đất ngập nước rộng lớn đã được công nhận như là một vùng đất ngập nước có tầm quan trọng quốc tế theo Công ước Ramsar. Những vùng đất ngập nước ở đây được hỗ trợ bởi các tầng nước mặn ngầm, là nhà của số lượng lớn các loài động vật hoang dã như hồng hạc (Phoenicopteridae) và Lạc đà Vicuña.

## Địa lý
Vườn quốc gia này nằm về phía đông của thành phố Iquique khoảng 176 km, vùng Tarapacá, miền Bắc Chile. Nơi đây có diện tích khoảng 111.000 ha. Phía dưới của lưu vực là chảo muối tự nhiên có diện tích 1.500 km vuông được bao quanh bởi các dãy núi. Một số trong số chúng có độ cao vượt trên 5.000 mét.
Huasco là chảo muối khép kín, trải dài từ bắc xuống nam, bao gồm các cao nguyên và dãy núi lớn, với những đầm phá nhỏ, bên dưới là các lớp trầm tích.

## Động thực vật
Thảm thực vật chủ yếu bao gồm các loài cây ngập nước, cây bui và cấc loài cây chịu hạn tốt trên các sườn núi. Nhưng các loài động vật lại vô cùng đa dạng từ các loài gặm nhấm, ăn thịt đến các loài chim. Vườn quốc gia là nhà của số lượng lớn loài hồng hạc, trong đó có ba loài hồng hạc đang bị đe dọa trên toàn cầu là Hồng hạc Chile, Hồng hạc Andes và Hồng hạc James.